# Morris Motors
La Morris Motors Limited fue uno de los principales fabricantes de automóviles del Reino Unido. Fundada en 1910, en 1924 se había convertido en el fabricante más grande del país, con el 51% de cuota del mercado doméstico.
En 1938 su fundador William Morris fue nombrado Vizconde Nuffield, y ese mismo año convirtió la Morris Motor Company (que por entonces ya agrupaba las marcas Wolseley, MG y Riley) en la Nuffield Organisation. En 1952 se fusionó con su gran rival, la Austin Motor Company para formar la British Motor Corporation (BMC) hasta 1968, cuando BMC se integró en el grupo British Leyland Motor Corporation (BLMC), que a su vez fue incorporado a la empresa estatal British Leyland Limited (BL) en 1975. 
El escudo de Morris es un buey cruzando un río, en referencia al nombre de la ciudad de Oxford. La marca Morris pertenece actualmente a Nanjing Automobile (Group) Corporation.

## Historia
La Morris Motor Company fue creada en 1910 cuando William Morris, un fabricante de bicicletas, después de dedicarse al negocio de la reparación de automóviles decidió fabricar un coche ligero. En 1913, abrió una fábrica en Cowley, Oxford, denominada The Morris Garage. En realidad no se trataba de una fábrica, si no de un taller de montaje, porque Morris compraba todos los componentes de otros fabricantes y simplemente los ensamblaba en Cowley. Su primer vehículo, el Morris Oxford "Bullnose" de dos plazas, tenía un motor de la marca White and Poppe de 1018 cc, demasiado pequeño para un modelo que tuviera cuatro asientos. Aun así, el coche, ideado para las clases medias, y vendiéndose por 165 libras, no era de los más baratos disponibles en el mercado. En julio de 1914 ya salían de fábrica 100 unidades al mes. Al final Morris se puso en contacto con Continental en Detroit, Míchigan, Estados Unidos para proporcionarle un motor más potente, de 1548 cc. Las cajas de cambios y ejes también fueron comprados de EE. UU., y a pesar del estallido de la Primera Guerra Mundial, en 1915 se comercializa un nuevo modelo, el Morris Cowley. 
Tras la guerra, el motor de Continental ya no estaba disponible y Morris contactó con la empresa francesa Hotchkiss para que le fabricara una copia en la factoría que tenían en Coventry. En 1924, Morris se puso por delante de Ford Inglaterra para convertirse en el principal fabricante de coches del país. Para entonces, habían comenzado una política de absorción de sus proveedores, y con la compra de Hotchkiss el año anterior, tenían ya su propia fábrica de motores, Morris Engines. En 1924 comenzó la producción de un modelo deportivo, el "MG", iniciales de Morris Garages. 
En 1928 entraron en el mercado de los coches pequeños, con el Morris Minor. Este llevaba un motor de 847 cc fabricado por la Wolseley Motor Company, empresa que Morris había adquirido en 1927. Aparte del nombre, no tenía nada que ver con el modelo diseñado en años posteriores por Alec Issigonis, el mismo ingeniero que diez años después diseño el Mini.

## Modelos fabricados
- 1913–1926 - Morris Oxford (Bullnose)
- 1915–1935 - Morris Cowley
- 1920–1929 - Morris Six
- 1926–1935 - Morris Oxford
- 1928–1932 - Morris Minor
- 1931–1933 - Morris Major
- 1929–1935 - Morris Isis
- 1933–1939 - Morris Twenty-One/Twenty-Five
- 1935–1939 - Morris Twelve
- 1935–1939 - Morris Fourteen
- 1935–1948 - Morris Eight
- 1933–1948 - Morris Ten
- 1948–1952 - Morris Minor MM
- 1952–1956 - Morris Minor
- 1955–1971 - Morris Minor 1000
- 1948–1954 - Morris Oxford MO
- 1948–1953 - Morris Six MS
- 1954–1971 - Morris Oxford II / III / IV / V / VI
- 1954–1959 - Morris Cowley
- 1955–1958 - Morris Isis
- 1957–1960 - Morris Marshal (BMC Australia)
- 1958–1964 - Morris Major (BMC Australia)
- 1959–1969 - Morris Mini Minor
- 1964–1968 - Morris Mini Moke (United Kingdom)
- 1966–1973 - Morris Mini Moke (Australia)
- 1962–1971 - Morris 1100
- 1967–1971 - Morris 1300
- 1969–1972 - Morris 1500 (Australia)
- 1966–1975 - Morris 1800
- 1972–1975 - Morris 2200
- 1969–1972 - Morris Nomad (Australia)
- 1971–1980 - Morris Marina
- 1980–1984 - Morris Ital

## Galería de imágenes

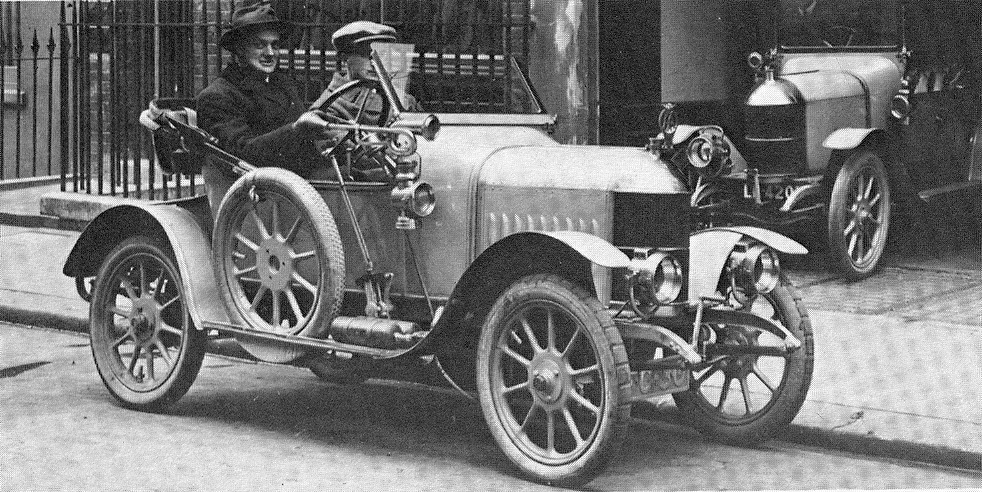
1913 Bullnose Morris Oxford
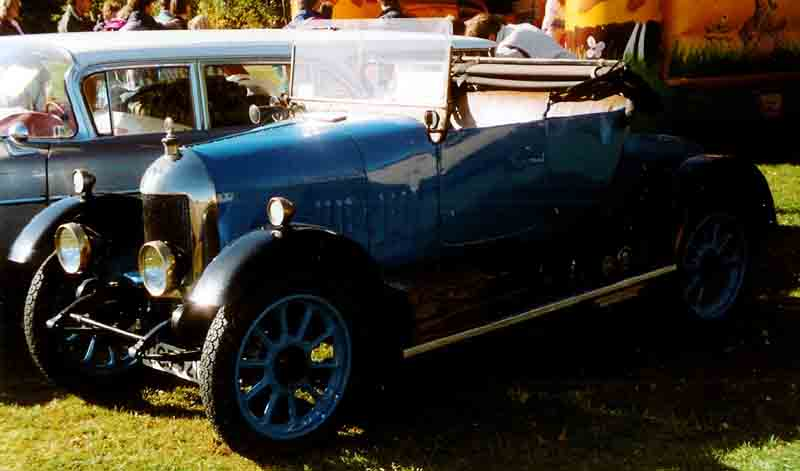
1915 Morris Cowley 2-Seater
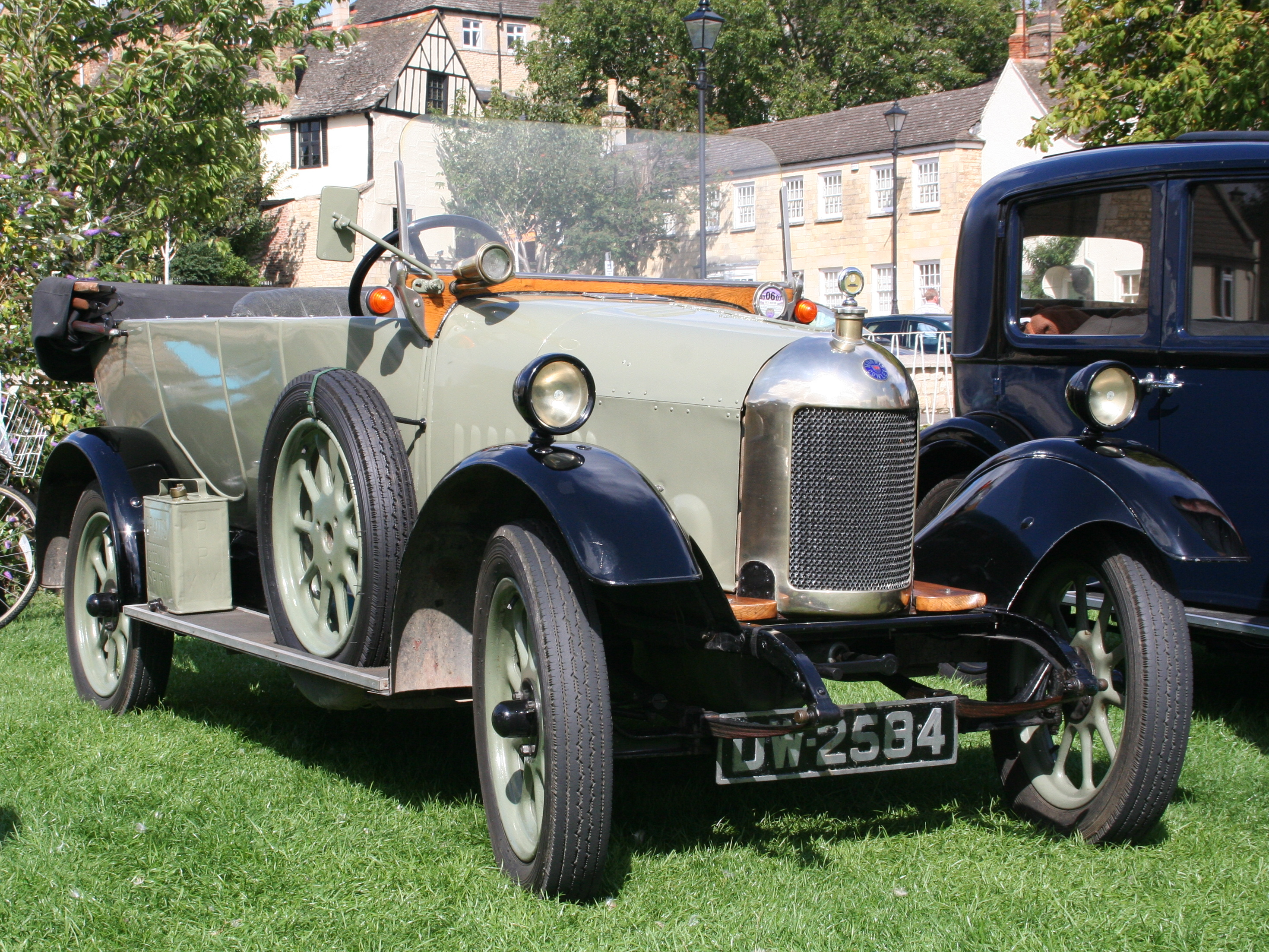
1922 Bullnose Morris Cowley
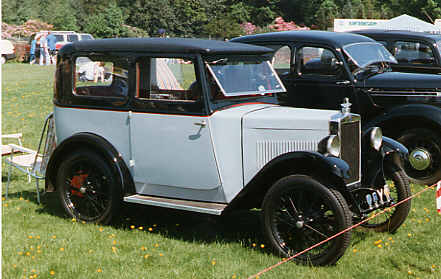
1928 Morris Minor Saloon
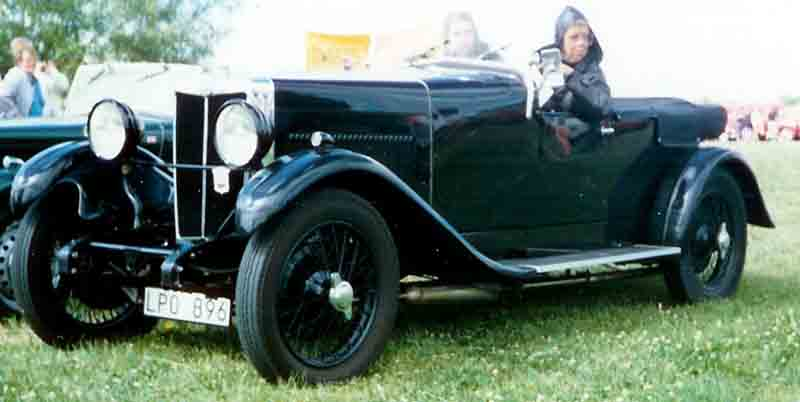
1930 MG 18/80 Mk 1 Speed Model Tourer

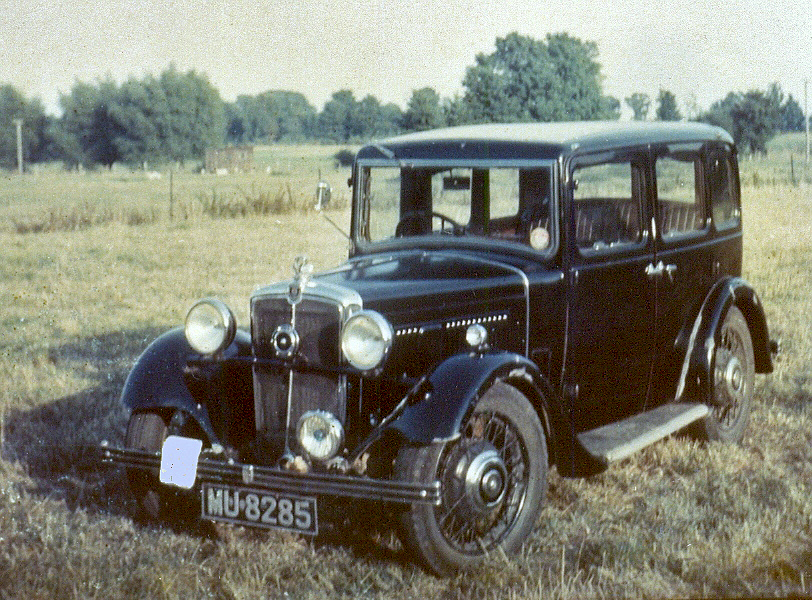
1933 Morris 10/4
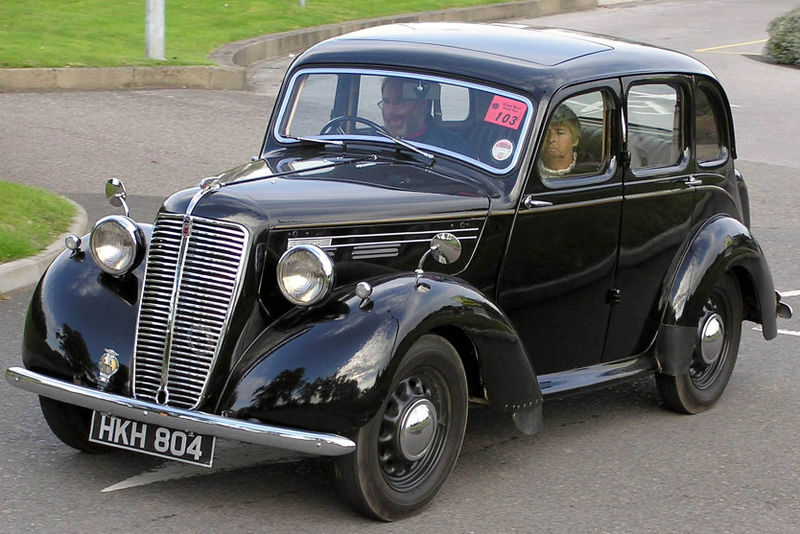
1946 Morris Ten Series M
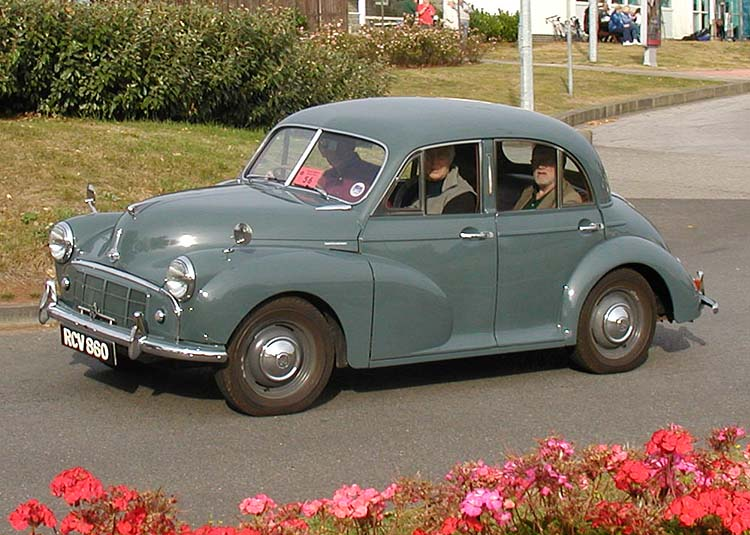
1953 Morris Minor Series 2
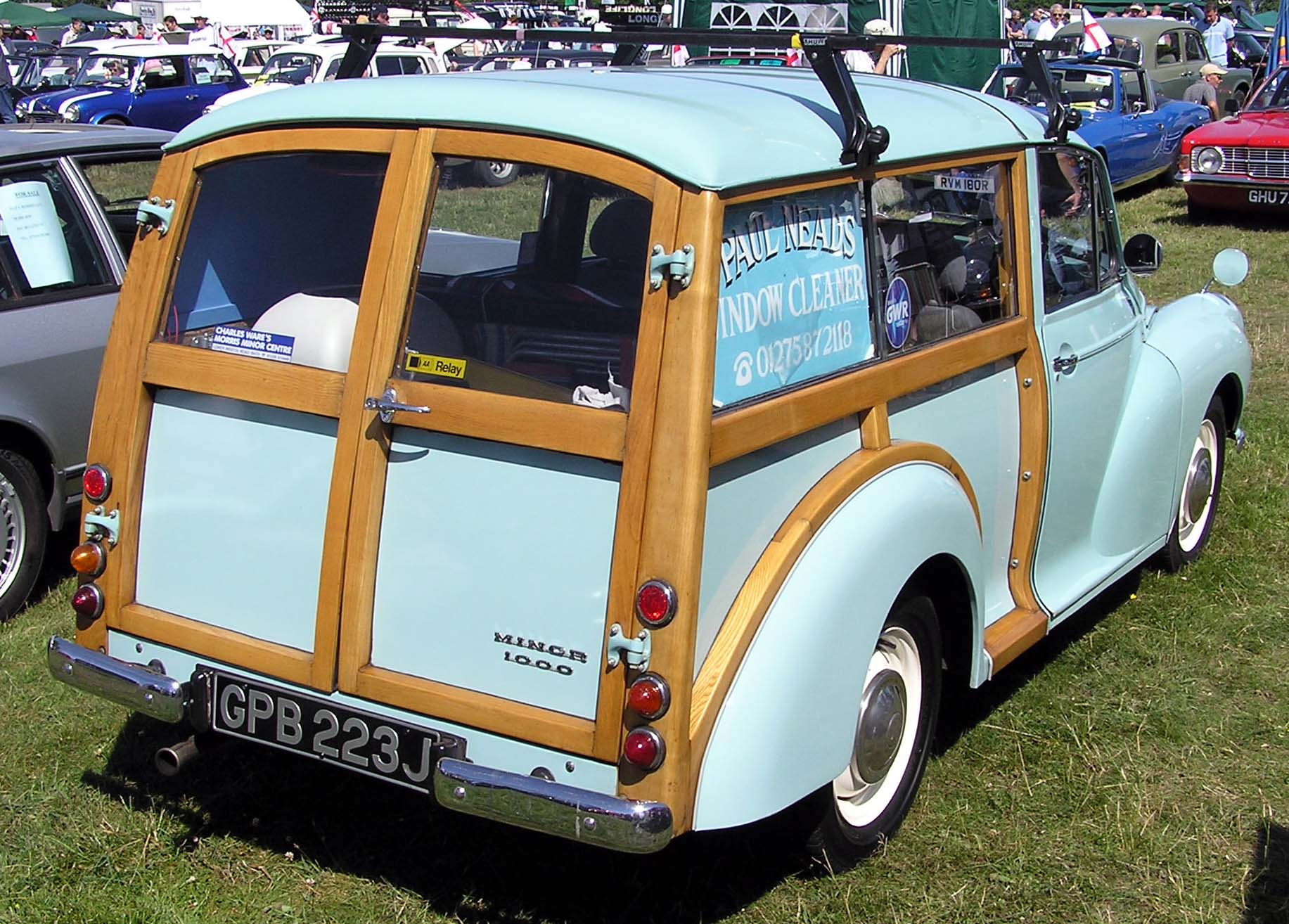
1971 Morris 1000 Traveller
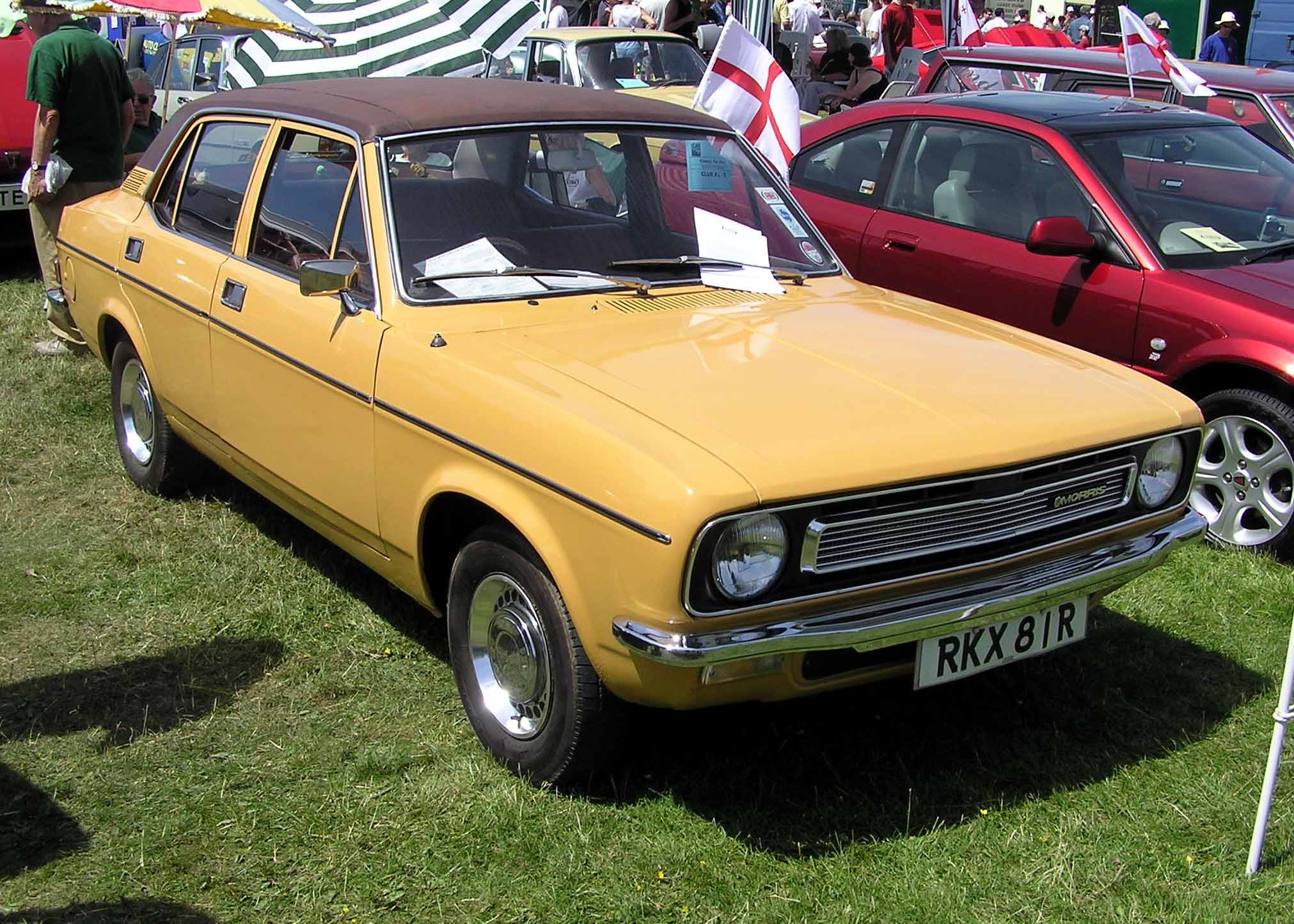
1976 Morris Marina

## Línea Temporal
| 1885                  | 1896                  | 1901                  | 1904                  | 1905                  | 1910                  | 1913                  | 1922                  | 1930                  | 1951                  | 1952                      | 1961                      | 1962                      | 1965                      | 1966                      | 1967                      | 1968                              | 1981                              | 1982               | 1985               | 1986             | 1987             | 1993             | 1999                            | 2000                            | 2005                                  | 2006                                  | 2010                                  | 2011                                  | Presente                              |
| --------------------- | --------------------- | --------------------- | --------------------- | --------------------- | --------------------- | --------------------- | --------------------- | --------------------- | --------------------- | ------------------------- | ------------------------- | ------------------------- | ------------------------- | ------------------------- | ------------------------- | --------------------------------- | --------------------------------- | ------------------ | ------------------ | ---------------- | ---------------- | ---------------- | ------------------------------- | ------------------------------- | ------------------------------------- | ------------------------------------- | ------------------------------------- | ------------------------------------- | ------------------------------------- |
| Triumph Motor Company | Triumph Motor Company | Triumph Motor Company | Triumph Motor Company | Triumph Motor Company | Triumph Motor Company | Triumph Motor Company | Triumph Motor Company | Triumph Motor Company | Triumph Motor Company | Triumph Motor Company     | Triumph Motor Company     | Leyland Motor Corporation | Leyland Motor Corporation | Leyland Motor Corporation | Leyland Motor Corporation | British Leyland Motor Corporation | British Leyland Motor Corporation | Austin Rover Group | Austin Rover Group | Rover Group plc  | Leyland DAF      | Leyland DAF      | LDV Group (Paccar)              | LDV Group (Paccar)              | Roewe - MG Motor - Maxus (SAIC Motor) | Roewe - MG Motor - Maxus (SAIC Motor) | Roewe - MG Motor - Maxus (SAIC Motor) | Roewe - MG Motor - Maxus (SAIC Motor) | Roewe - MG Motor - Maxus (SAIC Motor) |
|                       | Leyland Motor Ltd.    | Leyland Motor Ltd.    | Leyland Motor Ltd.    | Leyland Motor Ltd.    | Leyland Motor Ltd.    | Leyland Motor Ltd.    | Leyland Motor Ltd.    | Leyland Motor Ltd.    | Leyland Motor Ltd.    | Leyland Motor Ltd.        | Leyland Motor Ltd.        | Leyland Motor Corporation | Leyland Motor Corporation | Leyland Motor Corporation | Leyland Motor Corporation | British Leyland Motor Corporation | British Leyland Motor Corporation | Austin Rover Group | Austin Rover Group | Rover Group plc  | Rover Group plc  | Rover Group plc  | MG Rover Group                  | MG Rover Group                  | Roewe - MG Motor - Maxus (SAIC Motor) | Roewe - MG Motor - Maxus (SAIC Motor) | Roewe - MG Motor - Maxus (SAIC Motor) | Roewe - MG Motor - Maxus (SAIC Motor) | Roewe - MG Motor - Maxus (SAIC Motor) |
|                       |                       | Rover Company         |                       |                       |                       |                       |                       |                       |                       |                           |                           | Leyland Motor Corporation | Leyland Motor Corporation | Leyland Motor Corporation | Leyland Motor Corporation | British Leyland Motor Corporation | British Leyland Motor Corporation | Austin Rover Group | Austin Rover Group | Rover Group plc  | Rover Group plc  | Rover Group plc  | MG Rover Group                  | MG Rover Group                  | Roewe - MG Motor - Maxus (SAIC Motor) | Roewe - MG Motor - Maxus (SAIC Motor) | Roewe - MG Motor - Maxus (SAIC Motor) | Roewe - MG Motor - Maxus (SAIC Motor) | Roewe - MG Motor - Maxus (SAIC Motor) |
|                       | Riley Motors          | Riley Motors          | Riley Motors          | Riley Motors          | Riley Motors          | Riley Motors          | Riley Motors          | Riley Motors          | Riley Motors          | British Motor Corporation | British Motor Corporation | British Motor Corporation | British Motor Corporation | British Motor Holdings    | British Motor Holdings    | British Leyland Motor Corporation | British Leyland Motor Corporation | Austin Rover Group | Austin Rover Group | Rover Group plc  | Rover Group plc  | Rover Group plc  | MG Rover Group                  | MG Rover Group                  | Roewe - MG Motor - Maxus (SAIC Motor) | Roewe - MG Motor - Maxus (SAIC Motor) | Roewe - MG Motor - Maxus (SAIC Motor) | Roewe - MG Motor - Maxus (SAIC Motor) | Roewe - MG Motor - Maxus (SAIC Motor) |
|                       |                       | Wolseley Motors       |                       |                       |                       |                       |                       |                       |                       | British Motor Corporation | British Motor Corporation | British Motor Corporation | British Motor Corporation | British Motor Holdings    | British Motor Holdings    | British Leyland Motor Corporation | British Leyland Motor Corporation | Austin Rover Group | Austin Rover Group | Rover Group plc  | Rover Group plc  | Rover Group plc  | MG Rover Group                  | MG Rover Group                  | Roewe - MG Motor - Maxus (SAIC Motor) | Roewe - MG Motor - Maxus (SAIC Motor) | Roewe - MG Motor - Maxus (SAIC Motor) | Roewe - MG Motor - Maxus (SAIC Motor) | Roewe - MG Motor - Maxus (SAIC Motor) |
|                       |                       |                       | Austin Motor Company  |                       |                       |                       |                       |                       |                       | British Motor Corporation | British Motor Corporation | British Motor Corporation | British Motor Corporation | British Motor Holdings    | British Motor Holdings    | British Leyland Motor Corporation | British Leyland Motor Corporation | Austin Rover Group | Austin Rover Group | Rover Group plc  | Rover Group plc  | Rover Group plc  | MG Rover Group                  | MG Rover Group                  | Roewe - MG Motor - Maxus (SAIC Motor) | Roewe - MG Motor - Maxus (SAIC Motor) | Roewe - MG Motor - Maxus (SAIC Motor) | Roewe - MG Motor - Maxus (SAIC Motor) | Roewe - MG Motor - Maxus (SAIC Motor) |
|                       |                       |                       |                       | Morris Motors         | Morris Motors         | Morris Motors         | Morris Motors         | Morris Motors         | Morris Motors         | British Motor Corporation | British Motor Corporation | British Motor Corporation | British Motor Corporation | British Motor Holdings    | British Motor Holdings    | British Leyland Motor Corporation | British Leyland Motor Corporation | Austin Rover Group | Austin Rover Group | Rover Group plc  | Rover Group plc  | Rover Group plc  | MINI (BMW)                      | MINI (BMW)                      | MINI (BMW)                            | MINI (BMW)                            | MINI (BMW)                            | MINI (BMW)                            | MINI (BMW)                            |
|                       |                       |                       |                       |                       |                       |                       |                       | MG Cars               | MG Cars               | British Motor Corporation | British Motor Corporation | British Motor Corporation | British Motor Corporation | British Motor Holdings    | British Motor Holdings    | British Leyland Motor Corporation | British Leyland Motor Corporation | Austin Rover Group | Austin Rover Group | Rover Group plc  | Rover Group plc  | Rover Group plc  | Premier Automotive Group (Ford) | Premier Automotive Group (Ford) | Premier Automotive Group (Ford)       | Premier Automotive Group (Ford)       | Jaguar Land Rover (Tata Motors)       | Jaguar Land Rover (Tata Motors)       | Jaguar Land Rover (Tata Motors)       |
|                       |                       |                       |                       |                       | Jaguar Cars Ltd.      | Jaguar Cars Ltd.      | Jaguar Cars Ltd.      | Jaguar Cars Ltd.      | Jaguar Cars Ltd.      | Jaguar Cars Ltd.          | Jaguar Cars Ltd.          | Jaguar Cars Ltd.          | Jaguar Cars Ltd.          | British Motor Holdings    | British Motor Holdings    | British Leyland Motor Corporation | British Leyland Motor Corporation | Jaguar Cars Ltd.   | Jaguar Cars Ltd.   | Jaguar Cars Ltd. | Jaguar Cars Ltd. | Jaguar Cars Ltd. | Premier Automotive Group (Ford) | Premier Automotive Group (Ford) | Premier Automotive Group (Ford)       | Premier Automotive Group (Ford)       | Jaguar Land Rover (Tata Motors)       | Jaguar Land Rover (Tata Motors)       | Jaguar Land Rover (Tata Motors)       |
|                       |                       |                       |                       |                       | Aston Martin          | Aston Martin          | Aston Martin          | Aston Martin          | Aston Martin          | Aston Martin              | Aston Martin              | Aston Martin              | Aston Martin              | Aston Martin              | Aston Martin              | Aston Martin                      | Aston Martin                      | Aston Martin       | Aston Martin       | Aston Martin     | Aston Martin     | Aston Martin     | Premier Automotive Group (Ford) | Premier Automotive Group (Ford) | Premier Automotive Group (Ford)       | Premier Automotive Group (Ford)       | Aston Martin plc                      | Aston Martin plc                      | Aston Martin plc                      |